# Goniothalamus cheliensis
Goniothalamus cheliensis là một loài thực vật thuộc họ Annonaceae. Đây là loài đặc hữu của Trung Quốc.

## Hình ảnh

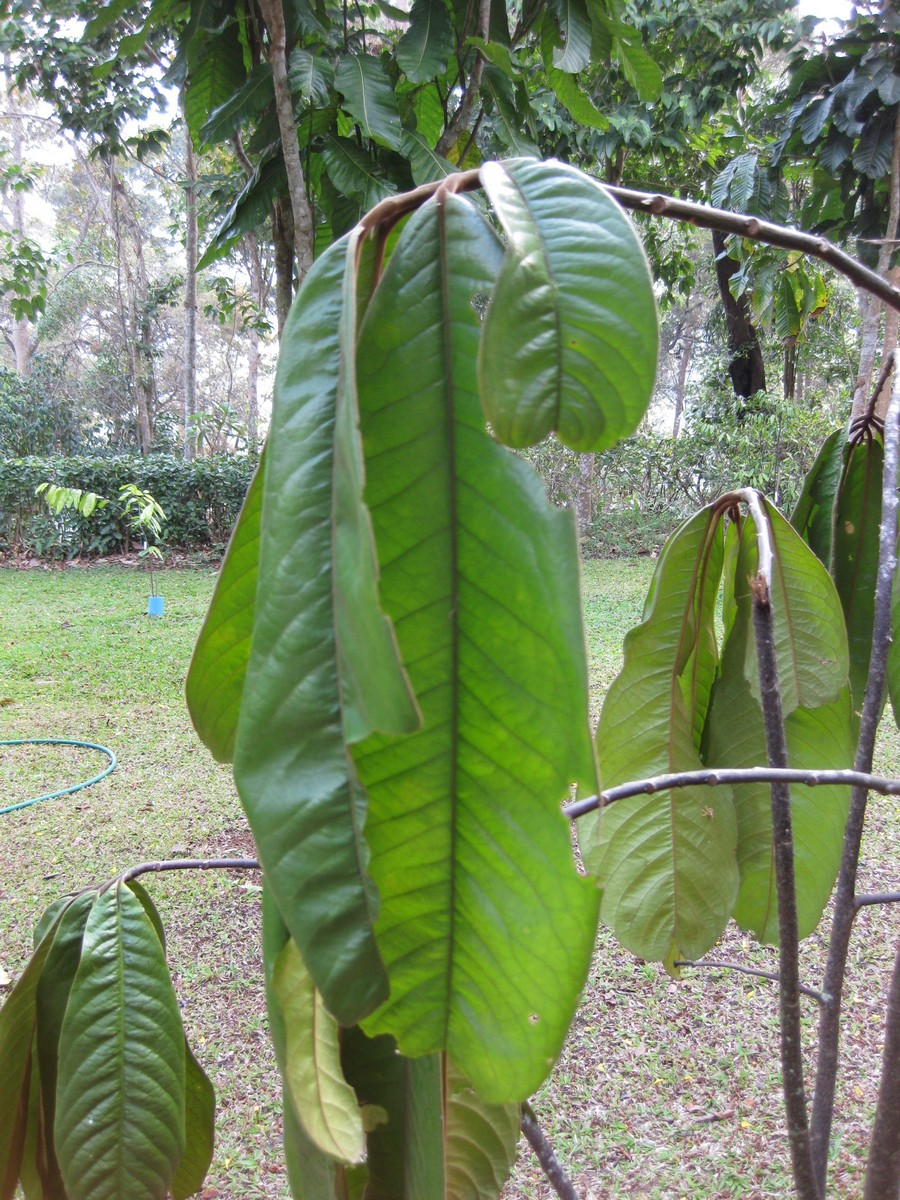
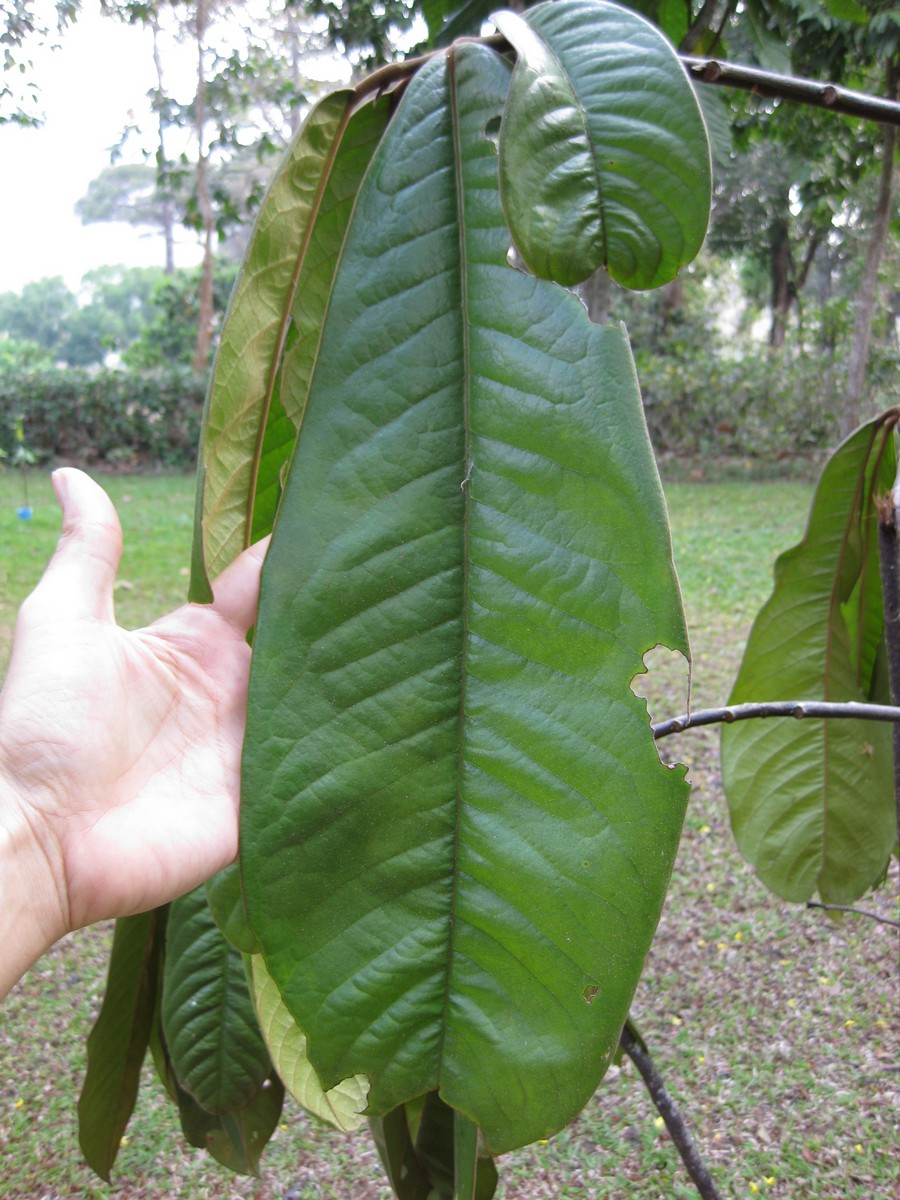
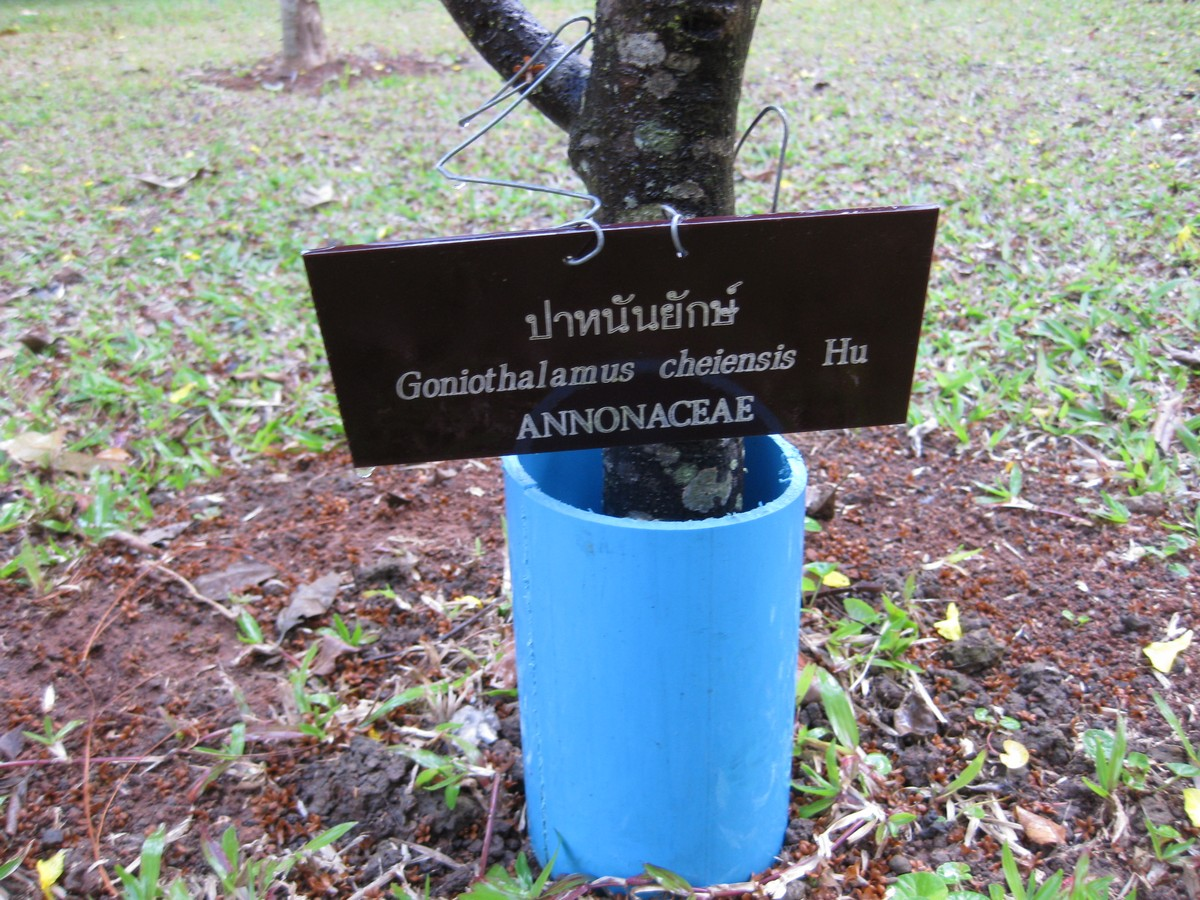